# Tour della nazionale maschile di rugby a 15 dell'Australia 1980
Nel 1980 la Nazionale di rugby a 15 dell'Australia visitò le Isole Figi per un breve tour, durante il quale disputò 3 match vincendoli tutti.
| Lautoka 17 maggio 1980 | Nadi | 11 – 25 | Australia XV |  |

| Suva 20 maggio 1980 | Rewa | 14 – 46 | Australia XV |  |

| Suva 24 maggio 1980                                                                   | Figi      | 9 – 22                    | Australia |  |
| \| \| \| \| \| mete: trasf.: c.p.: Drop: \| Marcatori \| mete: trasf.: c.p.: Drop: \| |           |                           |           |  |
|                                                                                       |           |                           |           |  |
| mete: trasf.: c.p.: Drop:                                                             | Marcatori | mete: trasf.: c.p.: Drop: |           |  |